# Hans-Heinz Linder
Hans-Heinz Linder (Otterberg, Kaiserslautern, 11 februari 1913 – 16 september 1944), was een Korvettenkapitän in de Kriegsmarine tijdens de Tweede Wereldoorlog.

## Geschiedenis
Hans-Heinz Linder werd geboren in Otterberg, Kaiserslautern, Duitsland. Hij kwam bij de Kriegsmarine in de jaren 30 en kreeg daar zijn opleiding bij de U-bootdienst. Van 3 september 1940 tot 17 december 1940 nam hij dienst op de U 18, maar voerde er geen oorlogspatrouilles mee uit. Daar leerde hij omgaan met de U-boot. Daarna kreeg hij het bevel over de U 202 vanaf 22 maart 1940 tot 1 september 1942.
Linder vertrok vanuit Brest voor een speciale patrouille op 27 mei 1942. Op 12 juni, na de Atlantische overtocht, waar ze overdag onder water voeren en ’s nachts boven water, dropte Hans-Heinz Linder een sabotageteam van vier man op Long Island, Verenigde Staten. Dit was een van de twee dergelijke sabotageteams die gedropt werden binnen een week op de Oostkust van de Verenigde Staten. Het andere team kwam van boord van de U 584. Ze waren de eersten van vele van deze geplande acties. De U 202 keerde veilig terug naar Brest op 25 juli 1942. Günter Poser, de nieuwe commandant van de U 202, vertrok vanuit Brest, vanaf 6 september 1942 voor zijn eerste oorlogspatrouille.
Korvkpt. Hans-Heinz Linder was van 22 maart 1941 tot 1 september 1942 op de U 202 en voer 6 patrouilles uit, samen 236 dagen op zee. Vanaf 17 juni 1941 tot 25 juli 1942 vertrok hij op patrouille en kwam hij terug aan in de marinehaven van Brest. Hans-Heinz Linder stierf op 10 september 1944. Hij was pas op 1 september 1944 tot korvetkapitein bevorderd toen hij op 31-jarige leeftijd om het leven kwam tijdens de oorlog.

## Successen
- 7 schepen tot zinken gebracht voor een total van 24.811 brt
- 1 schip beschadigd voor een totaal van 8.882 brt

## Militaire loopbaan
- Offiziersanwärter: 1 april 1933[2]
- Seekadett: 23 september 1933[2]
- Fähnrich zur See: 1 juli 1934
- Oberfähnrich zur See: 1 april 1936[2]
- Leutnant zur See: 1 oktober 1936[2]
- Oberleutnant zur See: 1 juni 1938[2]
- Kapitänleutnant: 1 oktober 1940[2] [3]
- Korvettenkapitän: 1 september 1944 (Postuum)[2][3]

## U-bootcommando
- U 18  - 3 sep. 1940: -	17 dec. 1940: 	Geen oorlogspatrouilles
- U 202  - 22 maart 1941: - 1 sep. 1942:  6 patrouilles (236 dagen)